# Volta a la Comunitat Valenciana 1990
La Volta a la Comunitat Valenciana 1990, quarantottesima edizione della corsa, si svolse dal 20 al 25 febbraio su un percorso di 951 km ripartiti in 6 tappe (la prima suddivisa in due semitappe), con partenza a Cullera e arrivo a Valencia. Fu vinta dall'olandese Tom Cordes della Buckler davanti allo svizzero Erich Mächler e al tedesco Rolf Gölz.

## Tappe
| Tappa  | Data        | Percorso                              | km   | Vincitore di tappa | Leader cl. generale |
| ------ | ----------- | ------------------------------------- | ---- | ------------------ | ------------------- |
| 1ª-1ª  | 20 febbraio | Cullera > Cullera                     | 93   | Guido Bontempi     |                     |
| 1ª-2ª  | 20 febbraio | Cullera > Cullera (cron. individuale) | 11,9 | Remig Stumpf       |                     |
| 2ª     | 21 febbraio | Cullera > Elda                        | 187  | Guido Bontempi     |                     |
| 3ª     | 22 febbraio | Elda > Sagunto                        | 206  | Søren Lilholt      |                     |
| 4ª     | 23 febbraio | Puerto de Sagunto > Vinaroz           | 198  | Uwe Raab           |                     |
| 5ª     | 24 febbraio | Vinaroz >                             | 195  | Miguel Indurain    |                     |
| 6ª     | 25 febbraio | Valencia > Valencia                   | 60   | Mathieu Hermans    | Tom Cordes          |
| Totale | Totale      | Totale                                | 951  |                    |                     |

## Dettagli delle tappe

### 1ª tappa - 1ª semitappa
- 20 febbraio: Cullera > Cullera – 93 km

| Pos. | Corridore       | Squadra | Tempo    |
| ---- | --------------- | ------- | -------- |
| 1    | Guido Bontempi  | Carrera | 2h16'18" |
| 2    | Uwe Raab        | PDM     | s.t.     |
| 3    | Mathieu Hermans | Seur    | s.t.     |

| Pos. | Corridore | Squadra | Tempo |
| ---- | --------- | ------- | ----- |

### 1ª tappa - 2ª semitappa
- 20 febbraio: Cullera > Cullera (cron. individuale) – 11,9 km

| Pos. | Corridore      | Squadra | Tempo  |
| ---- | -------------- | ------- | ------ |
| 1    | Remig Stumpf   | Toshiba | 16'09" |
| 2    | Tom Cordes     | Buckler | a 1"   |
| 3    | Andreas Kappes | Toshiba | a 6"   |

| Pos. | Corridore | Squadra | Tempo |
| ---- | --------- | ------- | ----- |

### 2ª tappa
- 21 febbraio: Cullera > Elda – 187 km

| Pos. | Corridore       | Squadra | Tempo    |
| ---- | --------------- | ------- | -------- |
| 1    | Guido Bontempi  | Carrera | 4h49'10" |
| 2    | Sean Kelly      | PDM     | s.t.     |
| 3    | Mathieu Hermans | Seur    | s.t.     |

| Pos. | Corridore | Squadra | Tempo |
| ---- | --------- | ------- | ----- |

### 3ª tappa
- 22 febbraio: Elda > Sagunto – 206 km

| Pos. | Corridore              | Squadra      | Tempo    |
| ---- | ---------------------- | ------------ | -------- |
| 1    | Søren Lilholt          | Histor-Sigma | 5h11'33" |
| 2    | Joaquin Hernández      | Seur         | s.t.     |
| 3    | Manuel Jorge Domínguez | Tulip        | s.t.     |

| Pos. | Corridore | Squadra | Tempo |
| ---- | --------- | ------- | ----- |

### 4ª tappa
- 23 febbraio: Puerto de Sagunto > Vinaroz – 198 km

| Pos. | Corridore              | Squadra | Tempo    |
| ---- | ---------------------- | ------- | -------- |
| 1    | Uwe Raab               | PDM     | 5h05'09" |
| 2    | Manuel Jorge Domínguez | Tulip   | s.t.     |
| 3    | Mathieu Hermans        | Seur    | s.t.     |

| Pos. | Corridore | Squadra | Tempo |
| ---- | --------- | ------- | ----- |

### 5ª tappa
- 24 febbraio: Vinaroz >  – 195 km

| Pos. | Corridore       | Squadra       | Tempo    |
| ---- | --------------- | ------------- | -------- |
| 1    | Miguel Indurain | Banesto       | 5h07'22" |
| 2    | Iñaki Gastón    | Clas-Cajastur | s.t.     |
| 3    | Melchor Mauri   | ONCE          | a 15"    |

| Pos. | Corridore | Squadra | Tempo |
| ---- | --------- | ------- | ----- |

### 6ª tappa
- 25 febbraio: Valencia > Valencia – 60 km

| Pos. | Corridore       | Squadra | Tempo    |
| ---- | --------------- | ------- | -------- |
| 1    | Mathieu Hermans | Seur    | 1h24'16" |
| 2    | Guido Bontempi  | Carrera | s.t.     |
| 3    | Uwe Raab        | PDM     | s.t.     |

| Pos. | Corridore     | Squadra | Tempo     |
| ---- | ------------- | ------- | --------- |
| 1    | Tom Cordes    | Buckler | 24h10'13" |
| 2    | Erich Mächler | Carrera | a 10"     |
| 3    | Rolf Gölz     | Buckler | a 14"     |

## Classifiche finali

### Classifica generale
| Pos. | Corridore         | Squadra             | Tempo     |
| ---- | ----------------- | ------------------- | --------- |
| 1    | Tom Cordes        | Buckler             | 24h10'13" |
| 2    | Erich Mächler     | Carrera-Vagabond    | a 10"     |
| 3    | Rolf Gölz         | Buckler             | a 14"     |
| 4    | Uwe Ampler        | PDM-Ultima-Concorde | a 24"     |
| 5    | Iñaki Gastón      | Clas-Cajastur       | a 30"     |
| 6    | Joaquin Hernández | Seur                | a 1'01"   |
| 7    | Melchor Mauri     | ONCE                | a 1'06"   |
| 8    | Pascal Lance      | Toshiba             | a 1'14"   |
| 9    | Miguel Indurain   | Banesto             | a 1'20"   |
| 10   | Julián Gorospe    | Banesto             | a 1'21"   |